# Смольно-Велике
Смольно-Велике (пол. Smolno Wielkie, нім. Groß Schmöllen) — село в Польщі, у гміні Карґова Зеленогурського повіту Любуського воєводства.
Населення — 693 особи (2011).
У 1975-1998 роках село належало до Зеленогурського воєводства.

## Демографія
Демографічна структура станом на 31 березня 2011 року:
|          | Загалом | Допрацездатний вік | Працездатний вік | Постпрацездатний вік |
| -------- | ------- | ------------------ | ---------------- | -------------------- |
| Чоловіки | 342     | 69                 | 244              | 29                   |
| Жінки    | 351     | 81                 | 213              | 57                   |
| Разом    | 693     | 150                | 457              | 86                   |